# غو أوساكا
غو أوساكا (باليابانية: 逢坂剛) (1 نوفمبر 1943، بونكيو في اليابان)؛ روائي ياباني.